# Oakhill

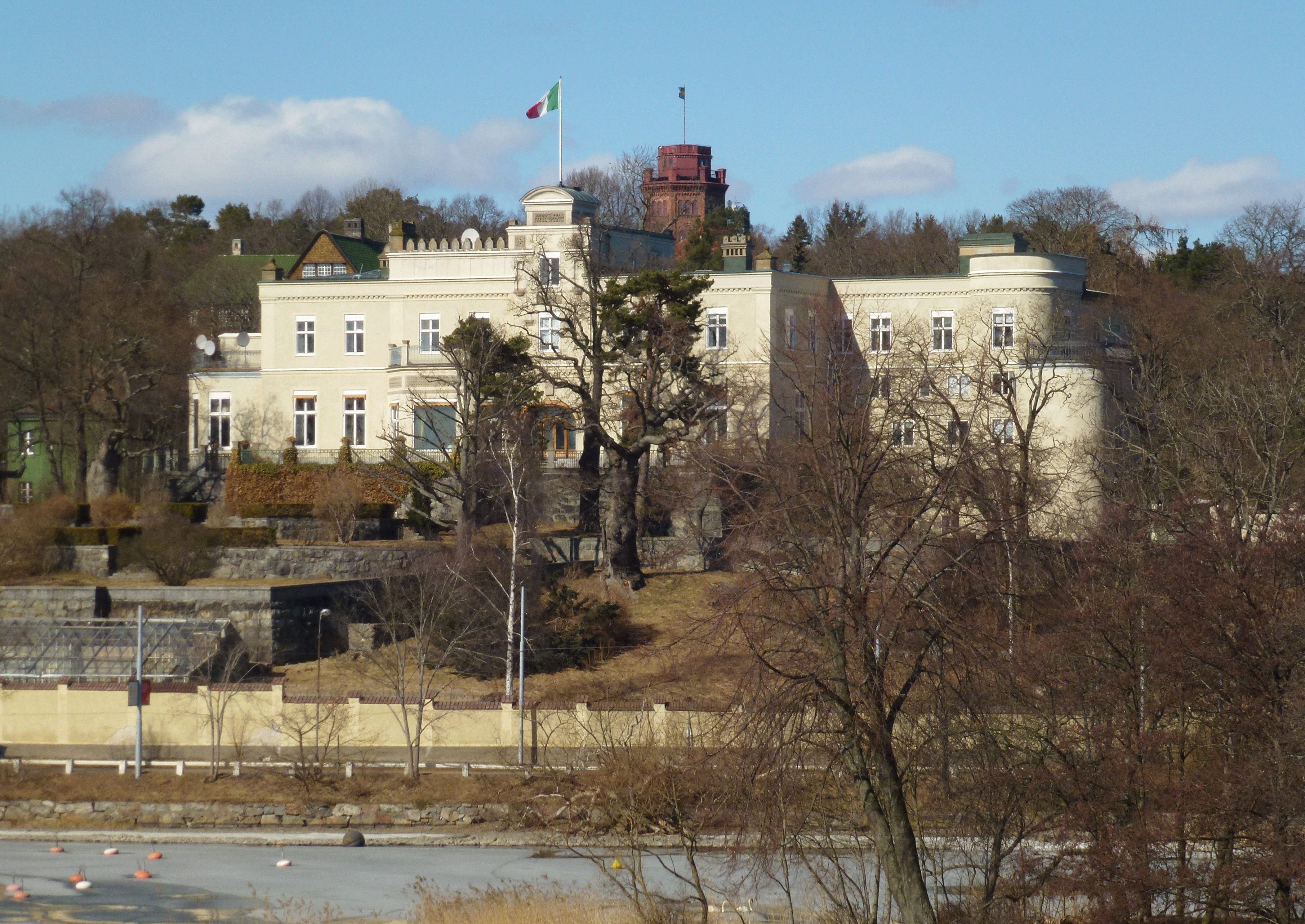
Oakhill i april 2013.

Oakhill är ett palats på Djurgårdsvägen 174 på södra Djurgården i Stockholm, uppfört 1910 och ritat av den svenske arkitekten Ferdinand Boberg som bostad för prins Wilhelm. Sedan 1926 inrymmer huset Italiens ambassad i Stockholm.

## Bakgrund
Området kallades kring 1800-talets början för Ryssbacken. Tomten hade 1820 upplåtits till arkitekten Fredrik Blom, där han uppförde ett av sina monteringsfärdiga hus. Huset byggdes senare om till sommarbostad för det brittiska sändebudet, amiralen Sir Thomas Baker. Han kallade sitt sommarhus på den ekbevuxna kullen för Oakhill.

## Palatset

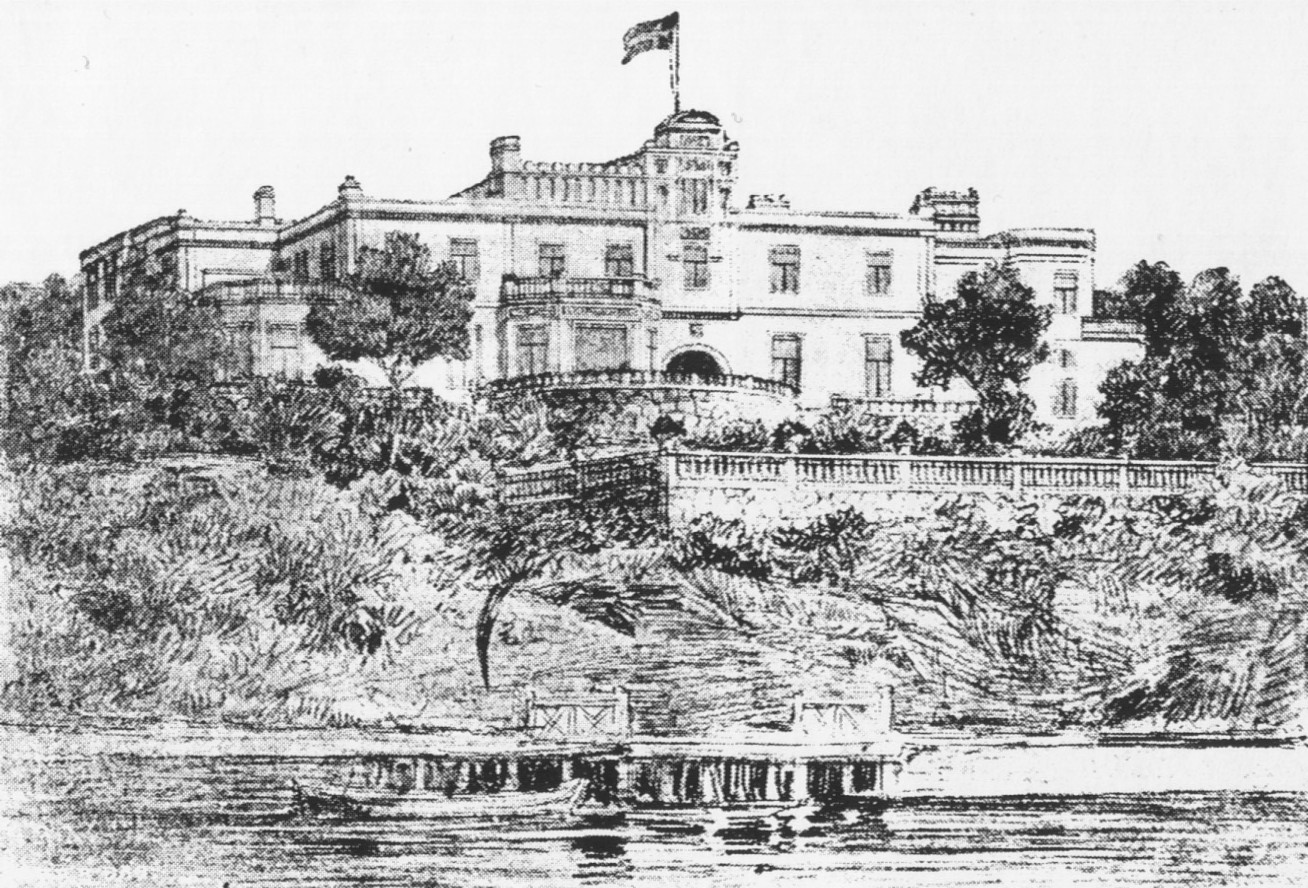
Bobergs tuschskiss.

År 1907 förvärvade prins Wilhelm området och de flesta husen revs. Han gav arkitekten Ferdinand Boberg i uppdrag att rita ett stort palats som innehöll 40 rum. Boberg skapade en imposant byggnad med ljust putsade fasader, ett hörntorn och med en grandios utsikt över Ryssviken, Saltsjön och Waldemarsudde. Hela anläggningen stod färdig för inflyttning 1910. 
Palatset var en bröllopsgåva till ryska prinsessan Maria Pavlovna från prinsessans fostermor, storfurstinnan Sergius, Elisabeth av Hessen. Byggkostnaderna på 700 000 kronor övertogs av den ryska tsarfamiljen. 
År 1908 gifte sig prins Wilhelm och Maria Pavlovna och 1910 flyttade de in i det nya "Furstehemmet" som tidskriften Idun kallade palatset. I sin utgåva från april 1910 presenterade Idun den nya byggnaden och skrev bland annat: Om man i dessa soliga aprildagar går stora vägen fram mot Bellmansro, ligger icke längre den gula tvåvåningsbyggnaden inne bland träden på sluttningen af Oakhills kulle. Hela platsen är, förvandlad af det stora hertigliga palatset, som hvitt och linjerent reser sig på klippkrönet...

Historiska bilder
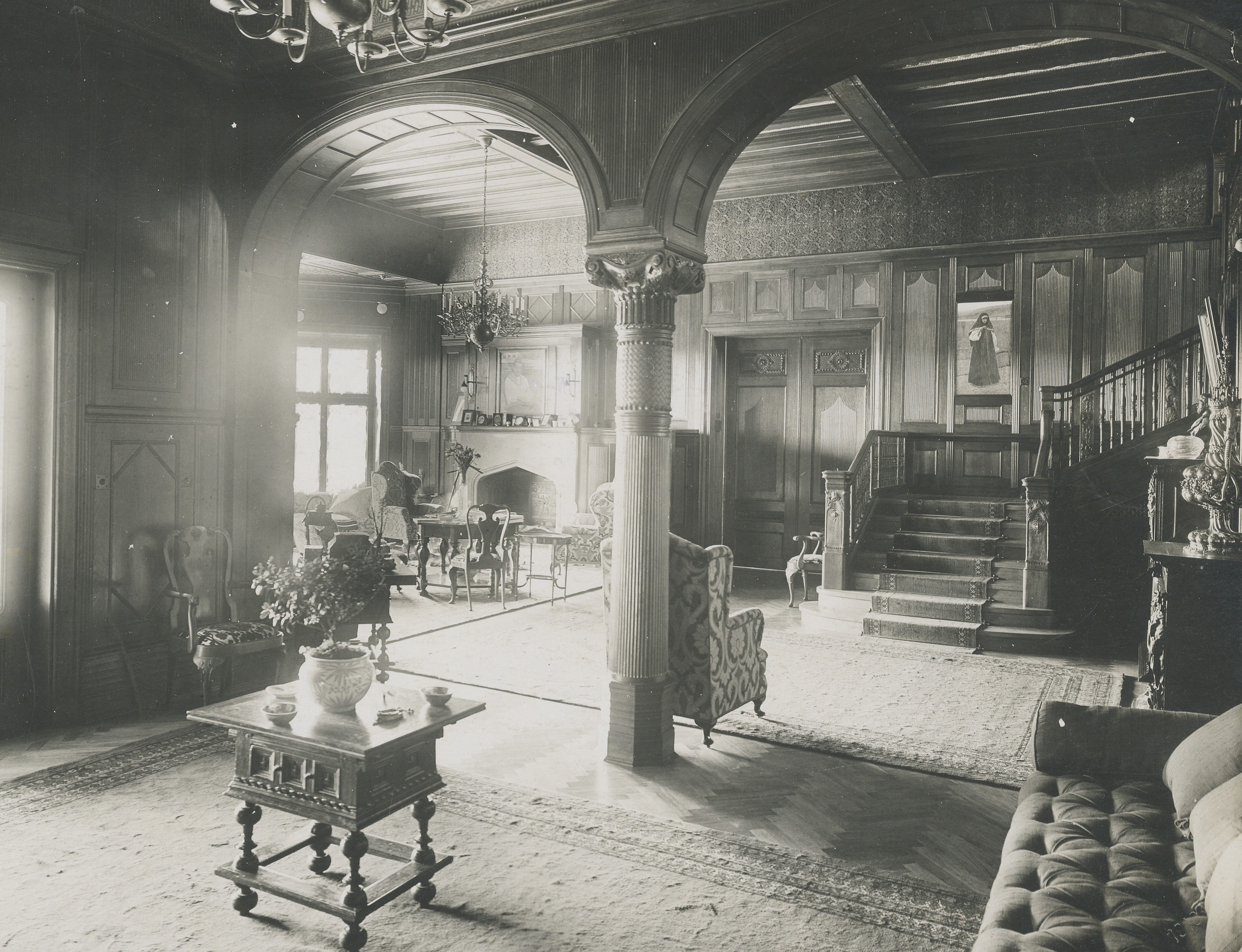
Entréhallen
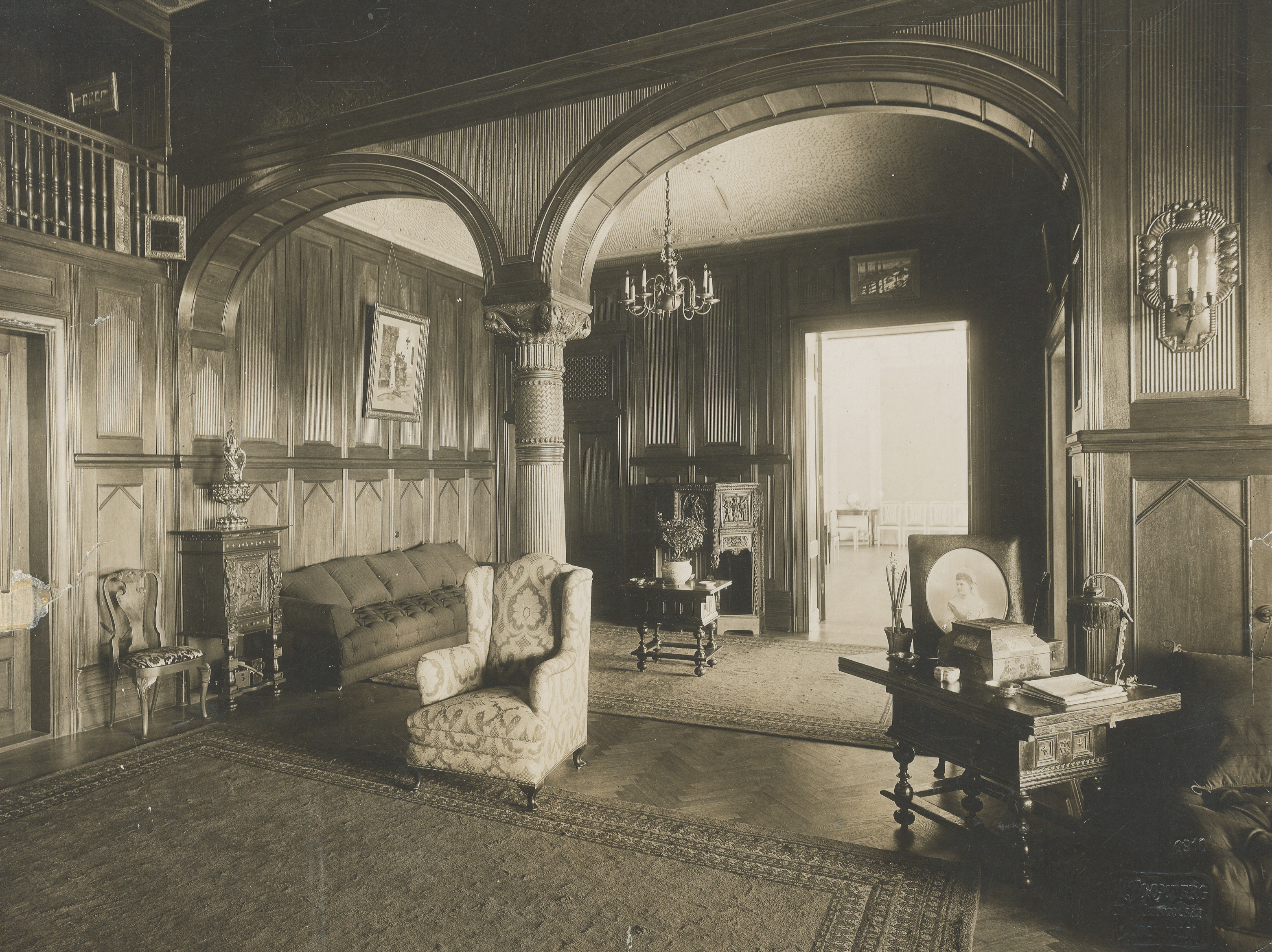
Entréhallen
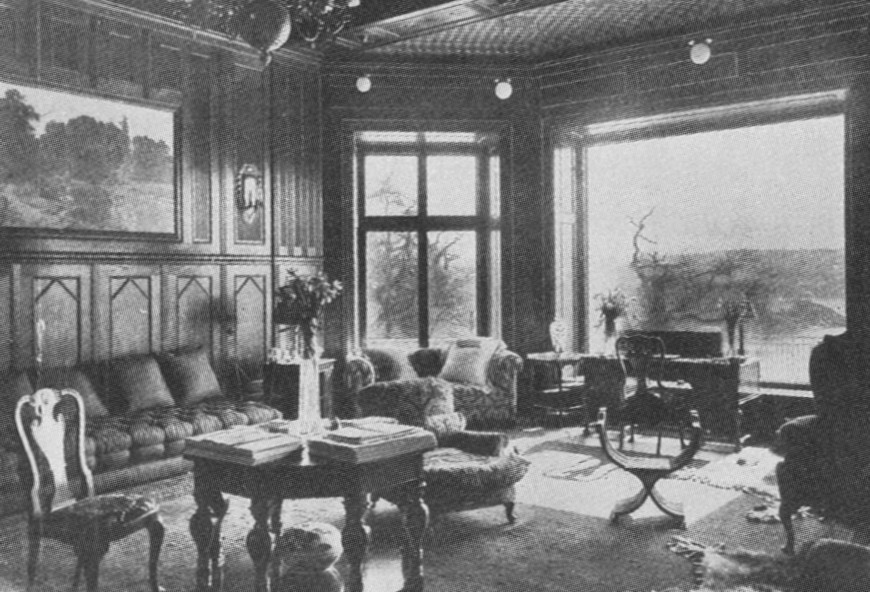
Salongen
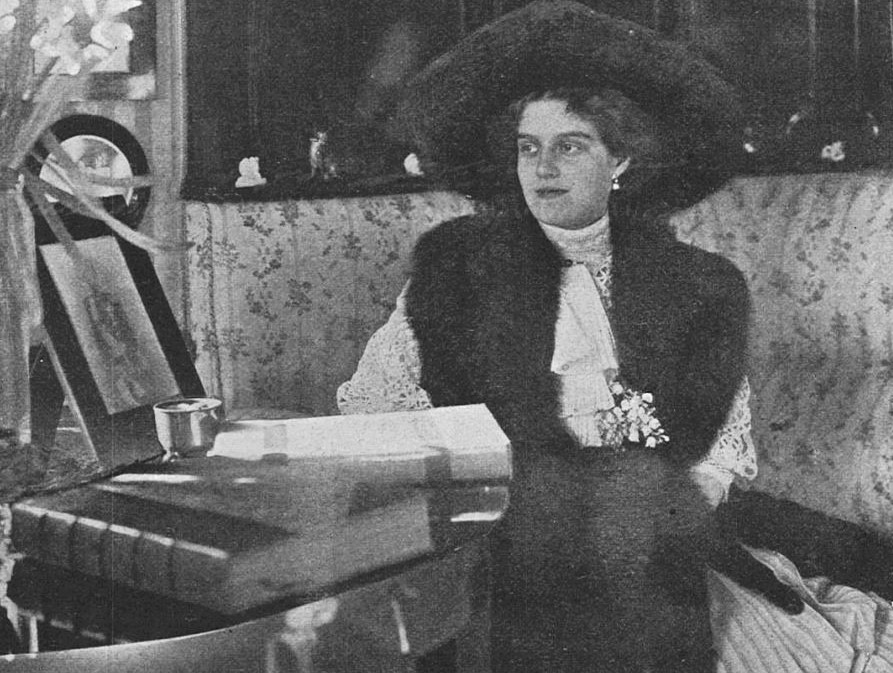
Maria Pavlovna på Oakhill
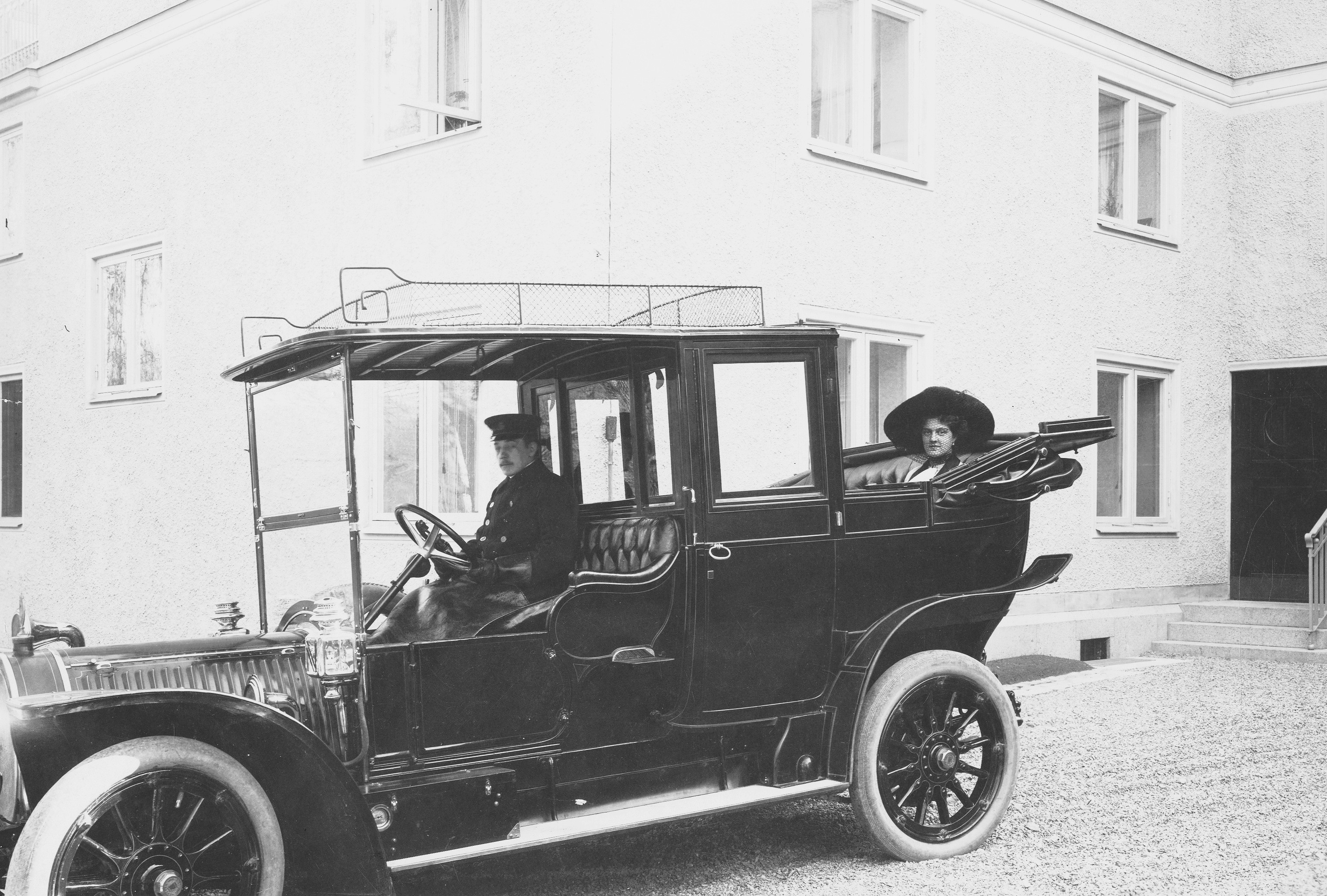
Maria Pavlovna i bilen utanför Oakhill

## Husets vidare öden
År 1914 skilde de sig och palatset övergick i sonen Lennart Bernadottes ägo; det stod länge tomt och i mitten av 1920-talet hyrdes Oakhill ut till det amerikanska sändebudet Ira Nelson Morris. 1926 sålde Lennart Bernadotte egendomen till italienska staten. Sedan dess inrymmer huset Italiens ambassad och residens för dess ambassadör.

Exteriörbilder
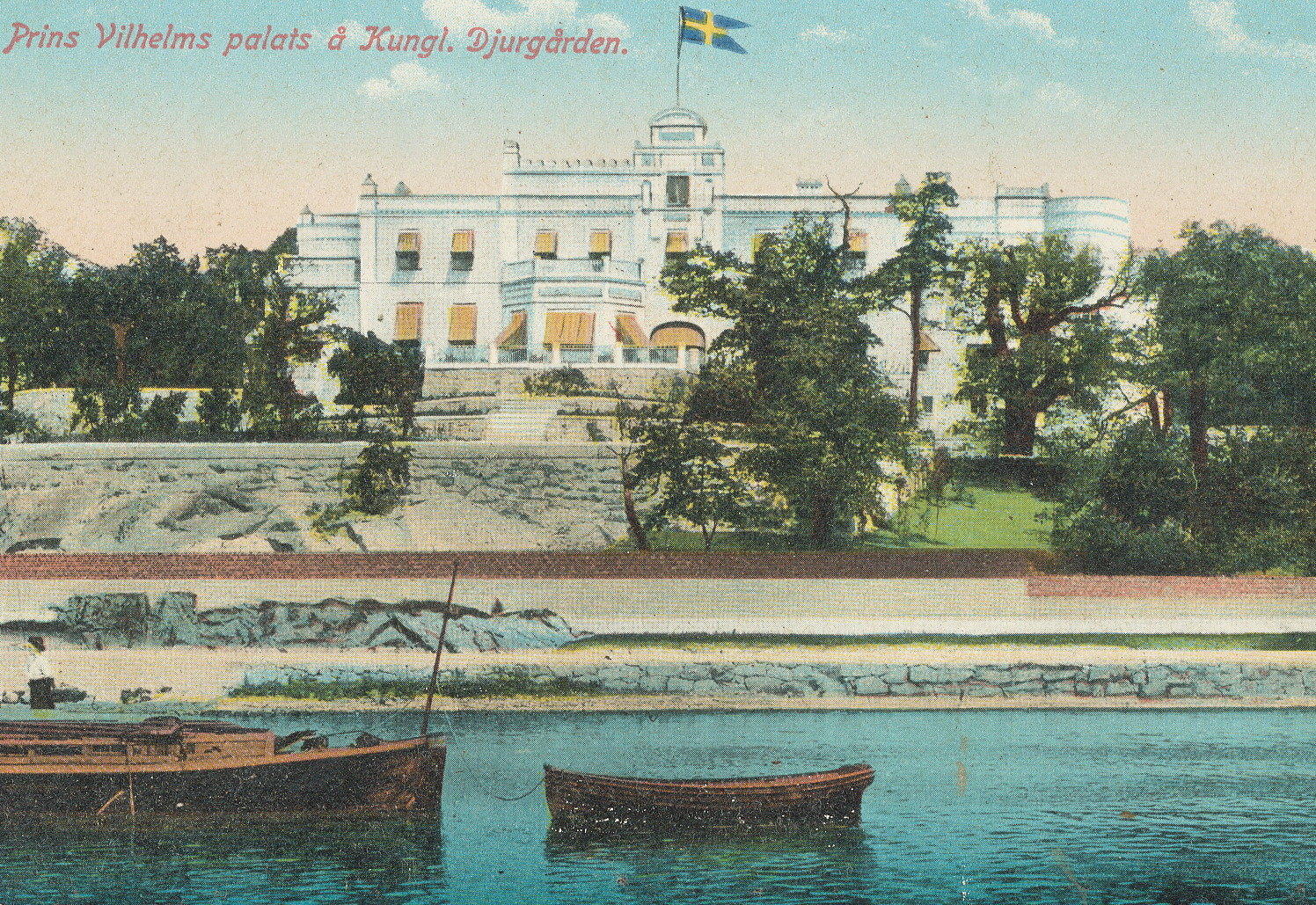
Äldre vykort
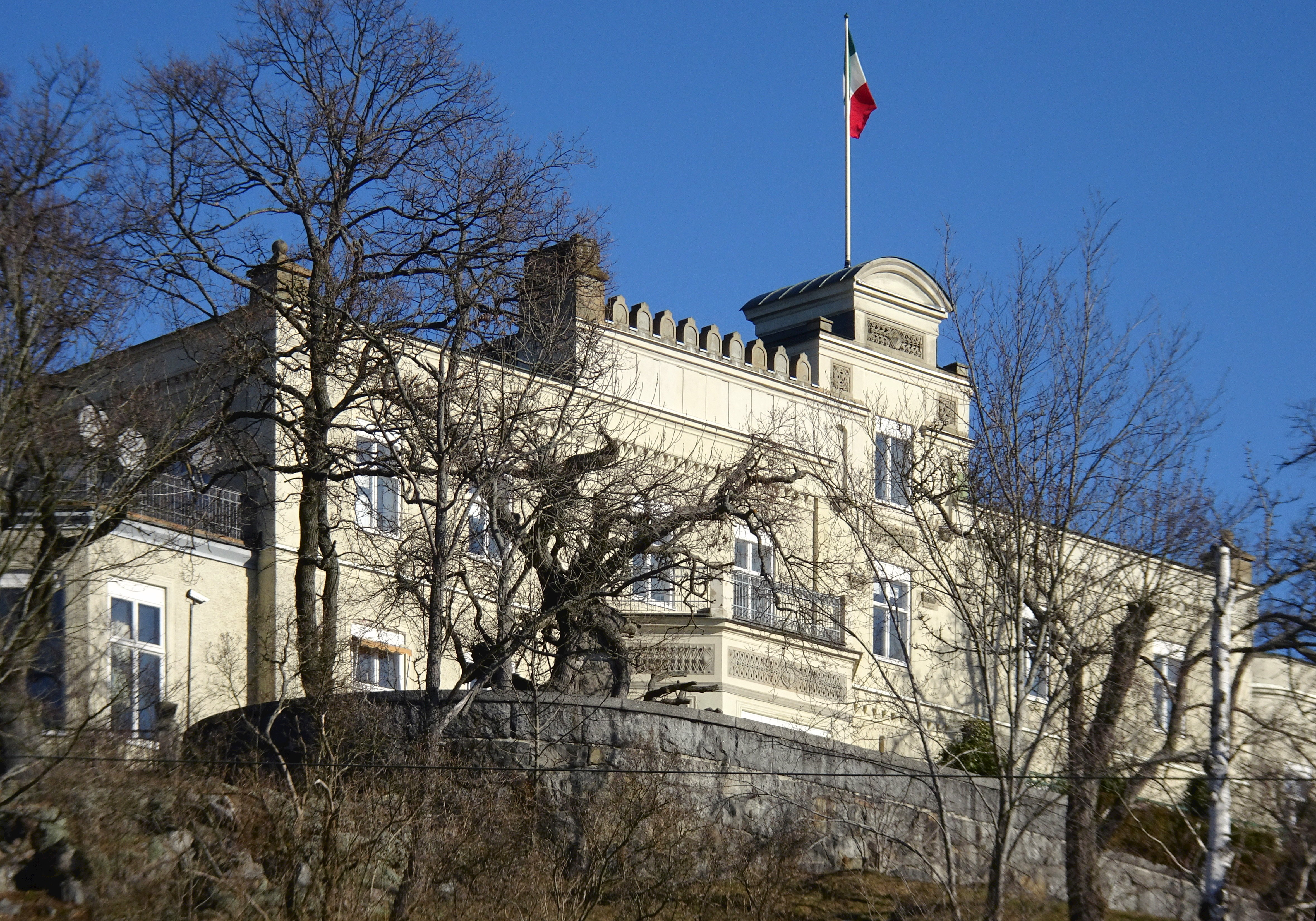
Oakhill från sydväst och Ryssviksvägen
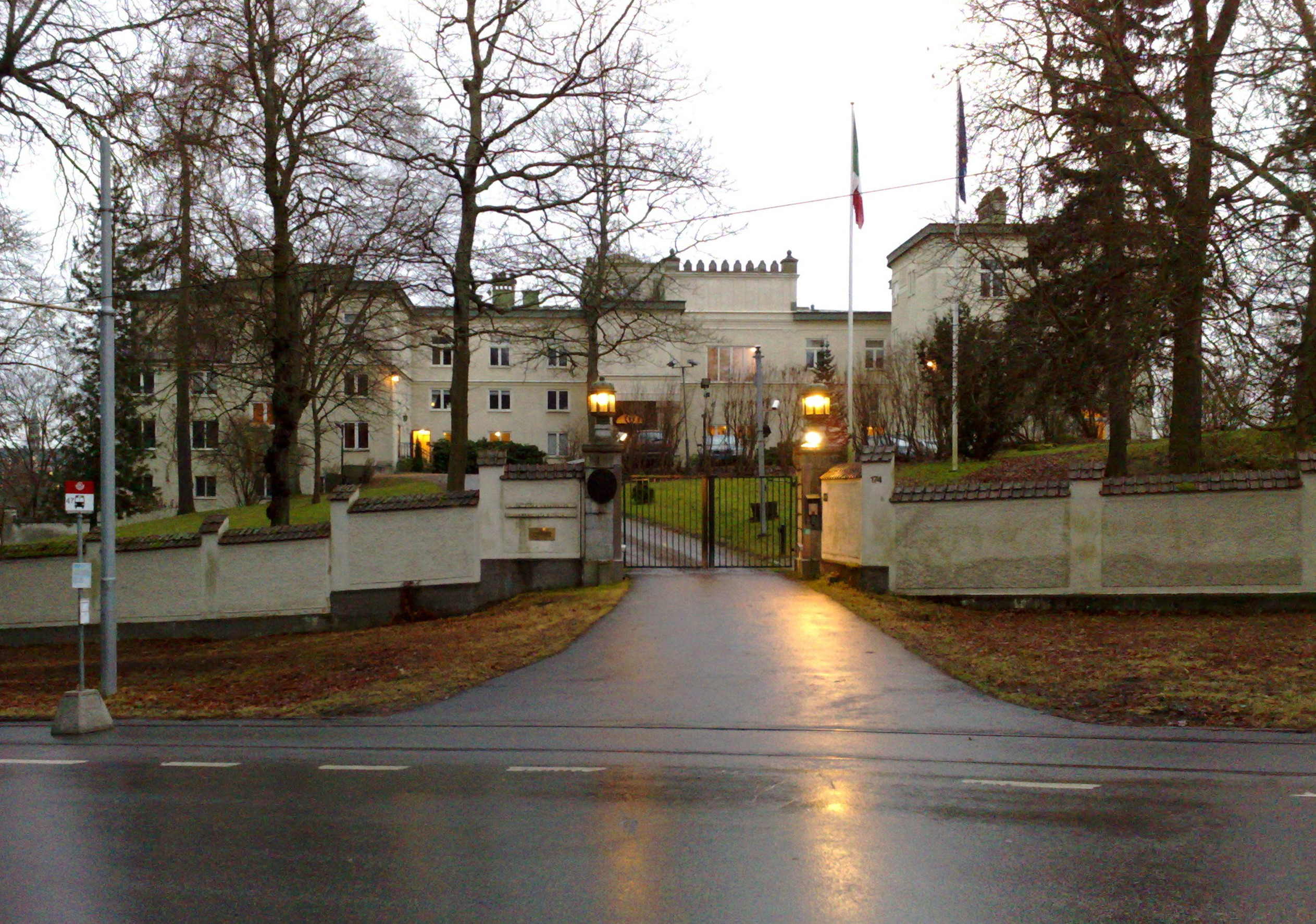
Fasad mot norr
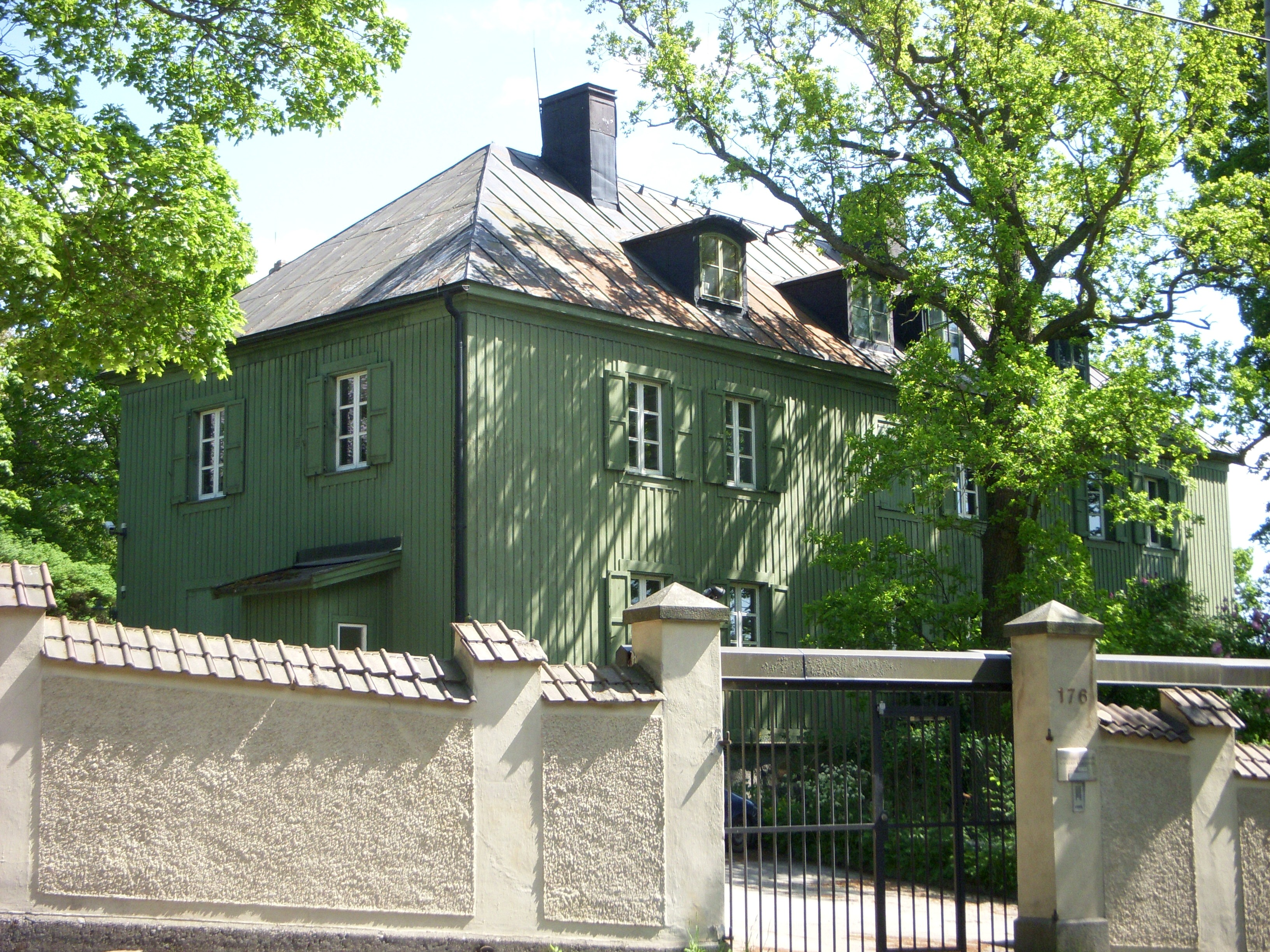
Jennyhill, 2010
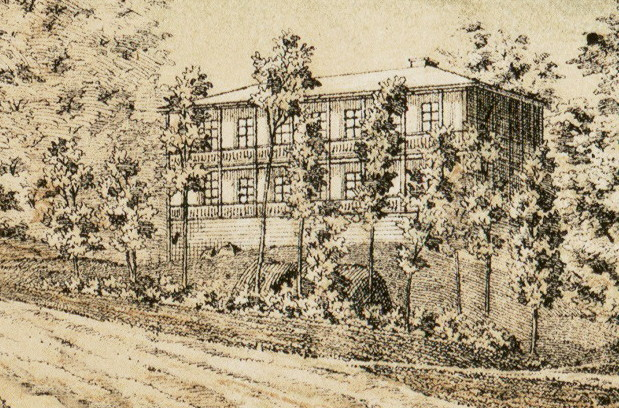
Jennyhill, 1866

## Jennyhill
Huset Jennyhill är det enda kvarvarande hus inom Oakhills område från tiden före 1910. Byggnaden står strax väster om palatset (adress Djurgårdsvägen 176). Huset uppfördes 1862 för grosshandlare Wilhelm Nicolaus Burmester. Mellan 1890 och 1908 var skulptören Christian Eriksson bosatt här. Ferdinand Boberg lät bygga om det 1910 till stall och personalbostäder för prinsens palats. Huset målades i mörkt grågrön färg och är idag privatbostad.